# Мария Кондакова
Мария Иванова Кондакова е българска поетеса, живяла и работила дълги години в Германия. Името ѝ се свързва с бургаската поетична школа.

## Биография
Мария Кондакова е родена в Сливен на 1 април 1944 година. Баща ѝ, свещеник Иван Кондаков, е служил в сливенския храм „Свети Димитър“, а впоследствие в бургаската катедрала „Св. Св. Кирил и Методий“ и в храм „Св. Александър Невски“ – София. Именно баща ѝ я насърчава да се занимава с литература.
Кондакова израства в Бургас. На 15-годишна възраст тя прави поетичния си дебют, публикувайки свои стихове в бургаския вестник „Черноморски фронт“. Въпреки проблемите, които среща с произхода си, тя публикува свои стихове в почти всички литературни издания, в това число вестниците „Литературен фронт“, „Пулс“, списания „Пламък“, „Жената днес“, „Народна младеж“, алманах „Море“ и др.
Кондакова има завършени три висши образования – немска филилогия, театрознание и режисура.
През 1978 година тя получава за творчеството си наградата „Златна лира“, връчвана в рамките на културните тържества „Сливенски огньове“.
През 1983 година забягва с двете си деца в Австрия през Югославия. Стига и до САЩ, но се установява в Западен Берлин, където работи като доцент по актьорско майсторство. Продължава да публикува свои работи в БиБиСи – Лондон, Дойче веле, Свободна Европа, парижкото списание „Лавенир“.
Едва след промените в България, тя се завръща и през 1993 година публикува първата си самостоятелна книга – „Забранена тетрадка“. Публикува и стихосбирките „Дванадесет апостола на любовта“ и „Трапеза за своите“, сборника с разкази „Балкански грешници“ и романа „Господарите на залива“. Романът излиза и на немски език през 2015 година.
Мария Кондакова почива на 9 юли 2010 година в Берлин. На дома ѝ в Бургас на ул. „Асен Златаров“ има поставена паметна плоча.